# Loyalist Township
Loyalist Township ist eine kanadische Gemeinde am Ontariosee im Lennox and Addington County. Sie wurde am 1. Januar 1998 beim Zusammenschluss von Ernestown, Amherst Island und Bath gebildet. Sie grenzt im Osten an Kingston.

## Wards und Ortsteile
Loyalist ist in drei Wards eingeteilt, die den ursprünglichen Gemeinden entsprechen. Innerhalb dieser befinden sich folgende Ortsteile:
- Amherst Island (Ward 1)
- Amherstview (Ward 3)
- Bath (Ward 2)
- Morven/Violet (Ward 3)
- Odessa (Ward 3)
- Switzerville (Ward 3)
- Wilton (Ward 3)